# Hermann Kutter
Hermann Kutter, né le 12 septembre 1863 à Berne et mort le 22 mars 1931 à Saint-Gall, est un théologien protestant suisse et l'un des fondateurs du socialisme religieux. C'est le fils de Wilhelm Rudolf Kutter.

## Biographie
Kutter appartient à une lignée de piétistes et fait ses études de théologie protestante à l'université de Bâle, puis à Berne et à Berlin. Il fait partie de la Zofingue. En 1892, il épouse Lydia Rohner (1868–1936). En 1894, il est nommé pasteur de Vinelz au bord du lac de Bienne. Grâce à sa thèse sur Clément d'Alexandrie, il est licencié en théologie de l'université de Zurich en 1896. Ensuite de 1898 jusqu'à sa retraite en 1926, il exerce comme pasteur de la communauté paroissiale de Neumünster à Zurich, où il lance des projets dans le domaine social et collabore avec Elisabeth Luz dans la lutte contre la pauvreté.
Il commence à être connu après avoir fait paraître Sie müssen! en 1903 où il déclare que les sociaux démocrates suisses sont « les instruments de Dieu dans la réalisation d'un avenir meilleur. » Avec Leonhard Ragaz, qui a repris avec d'autres les thèses de Kutter, cela aboutit en 1906 au mouvement du socialisme religieux en Suisse.
La faculté de théologie de l'université de Zurich lui décerne le titre de docteur honoris causa en théologie en 1923.

## Théologie
Kutter est fortement influencé par le prédicateur Christoph Friedrich Blumhardt et relie son attente du Royaume de Dieu à l'idéalisme allemand, ce qui donne naissance à une philosophie pratique adaptée au monde contemporain et imprégnée de socialisme messianique. Sa propre conception de Dieu privilégie l'« immédiateté » de l'expérience religieuse, la « pénétration » du fini avec la dynamique de l'infini, de telle sorte que pour lui Dieu est « l'unique réalité de la vie. » Cette idée a été reprise à maints égards dans la théologie dialectique de Karl Barth, chez Emil Brunner, chez Eduard Thurneysen et chez d'autres théologiens germanophones.
Kutter est considéré par les historiens du protestantisme comme un théologien faisant un « retour à la vie dans son immédiateté ». Il a pour but l'union de la chrétienté avec le socialisme. Il considère que la social-démocratie est un instrument du Dieu vivant. Dans son livre Sie müssen, publié en 1903, il présente les adeptes de la social-démocratie comme des serviteurs de Dieu qui n'ont pas forcément conscience de cet état, et qui préparent le monde au jugement dernier et à la parousie. Mais il est lucide du fait qu'« aujourd'hui les sociaux démocrates sont décriés par tous » (Sie müssen) et que cela fait presque partie de la révélation. Les derniers mots du livre frappent les esprits de l'époque : « Les promesses de Dieu s'accomplissent chez les sociaux démocrates : c'est une obligation. » (Sie müssen). Cependant, contrairement à ses compagnons Ragaz et Barth, il ne s'inscrit pas au parti socialiste suisse, car il n'assimile pas totalement l'Évangile au socialisme.

## Quelques œuvres
- Die Welt des Vaters, 1901
- Das Unmittelbare, eine Menschheitsfrage, 1902
- Sie müssen! Ein offenes Wort an die christliche Gesellschaft, 1903
- Die Revolution des Christentums, 1908
- Erfahrung. Die Weihnachtserfahrung eines Buben, 1915
- Reden an die deutsche Nation, 1916
- Das Bilderbuch Gottes für Groß und Klein, 1917
- Im Anfang war die Tat, 1923
- Wo ist Gott?, 1926
- Not und Gewißheit, 1926
- Plato und wir, 1927
- Mein Volk, 1929.

## Source de la traduction
- (de) Cet article est partiellement ou en totalité issu de l’article de Wikipédia en allemand intitulé « Hermann Kutter » (voir la liste des auteurs).